# Thulemeyer

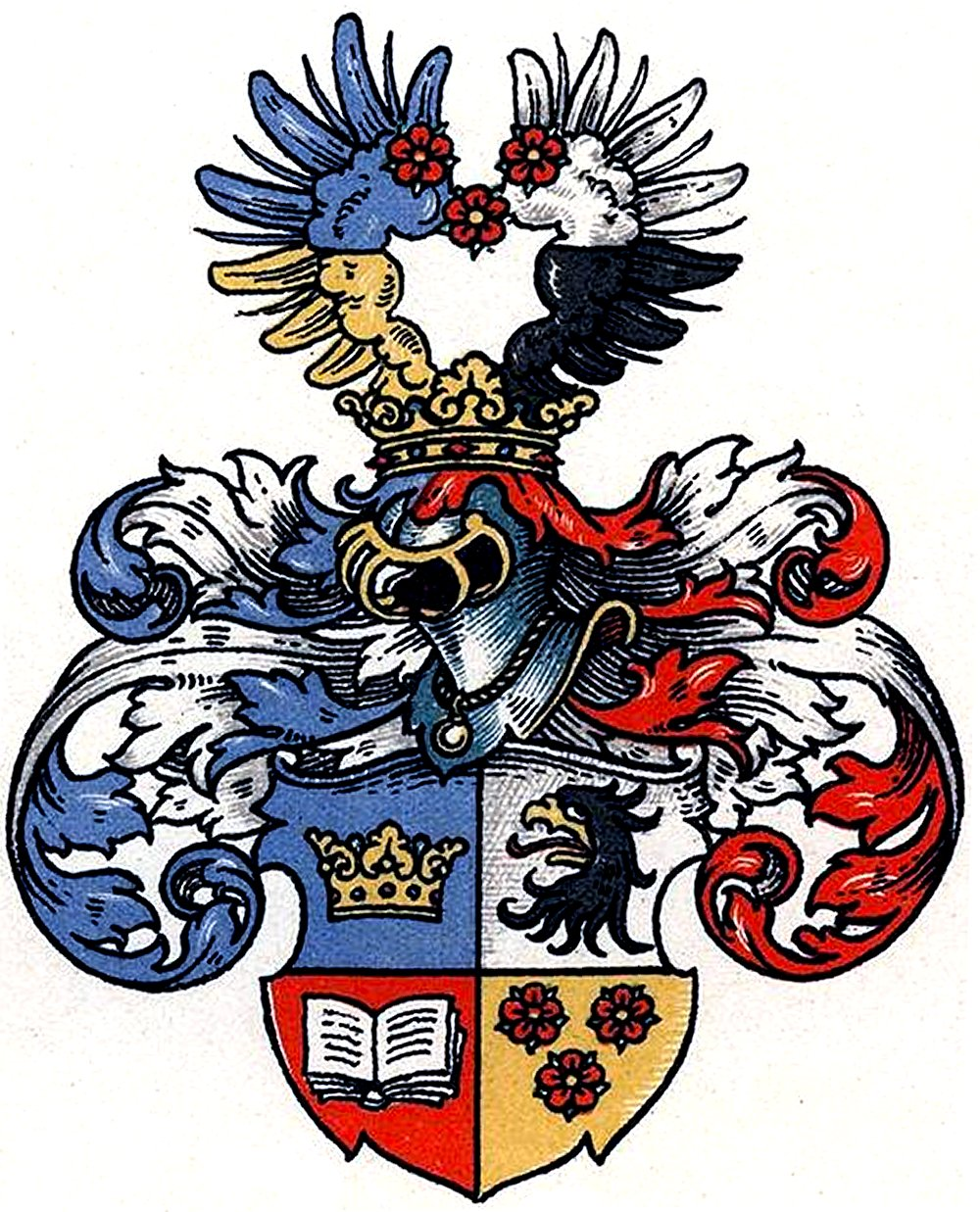
Wappen derer von Thulemeyer

Thulemeyer, auch Thulemeier oder Thulemar, ist der Name eines ursprünglich aus dem Fürstentum Lippe stammenden Geschlechts, das mit Gadeke Thulemeier († 1563), Ratsherr in Horn, um 1560 erstmals urkundlich erwähnt ist und dessen direkte Stammreihe mit Johann Thulemeier beginnt, um 1600 Ratsherr zu Horn.

## Adelserhebungen
- Reichsadelsstand am 11. Dezember 1698 in Wien mit Namensmehrung „von Bornthal“ für Dr. jur. et phil. Heinrich Günther Thulemar als Professor der Geschichte und Eloquenz an der Universität Heidelberg sowie als kaiserlicher und königlich dänischer Rat.
- Preußischer Adelsstand am 14. Dezember 1728 für Wilhelm Heinrich Thulemeyer als königlich preußischer Geheimer Rat und Staatssekretär.

## Wappen
Blasonierung (1728): Geviert, 1 in Blau eine goldene Königskrone, 2 in Silber ein schwarzer Adlerkopf, 3 in Rot ein aufgeschlagenes silbernes Buch, 4 in Gold drei (2 - 1) rote Rosen. Auf dem Helm mit rechts blau-goldenen, links schwarz-silbernen Decken drei (2:1) rote Rosen zwischen offenem, rechts von Blau und Gold, links von Silber und Schwarz geteiltem Flug.

## Namensträger
- Conrad Thulemeyer (1625–1683), deutscher Mediziner

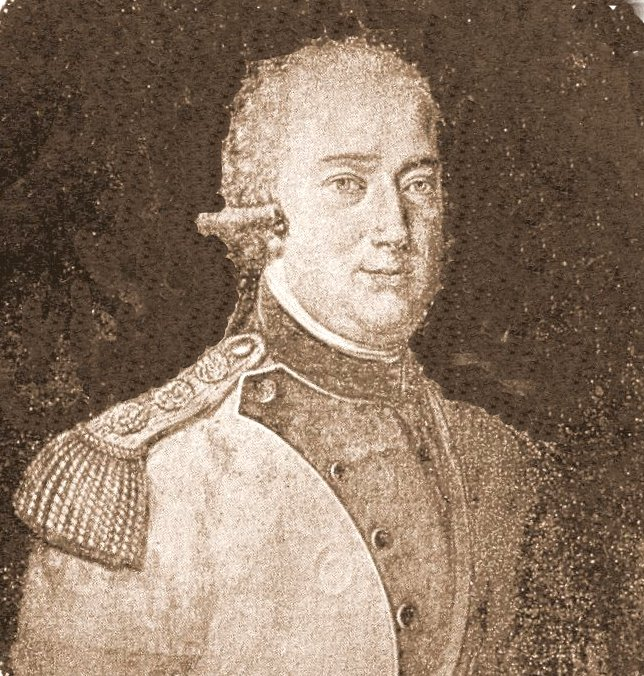
Friedrich Wilhelm von Thulemeyer

- Friedrich Wilhelm von Thulemeyer (1735–1811), preußischer Diplomat und Justizminister
- Heinrich Günther von Thülemeyer (1642–1714), deutscher Historiker und Rechtsgelehrter
- Wilhelm Heinrich von Thulemeyer (1683–1740), preußischer Staatsminister zwischen 1683 und 1740